# Kemar Bailey-Cole
Kemar Bailey-Cole, född den 10 januari 1992 i Saint Catherine, Jamaica, är en jamaicansk friidrottare inom kortdistanslöpning.
Han ingick i Jamaicas lag som tog OS-guld på 4 x 100 meter stafett vid friidrottstävlingarna 2012 i London.